# Borealis Planitia
Pour les articles homonymes, voir Borealis.

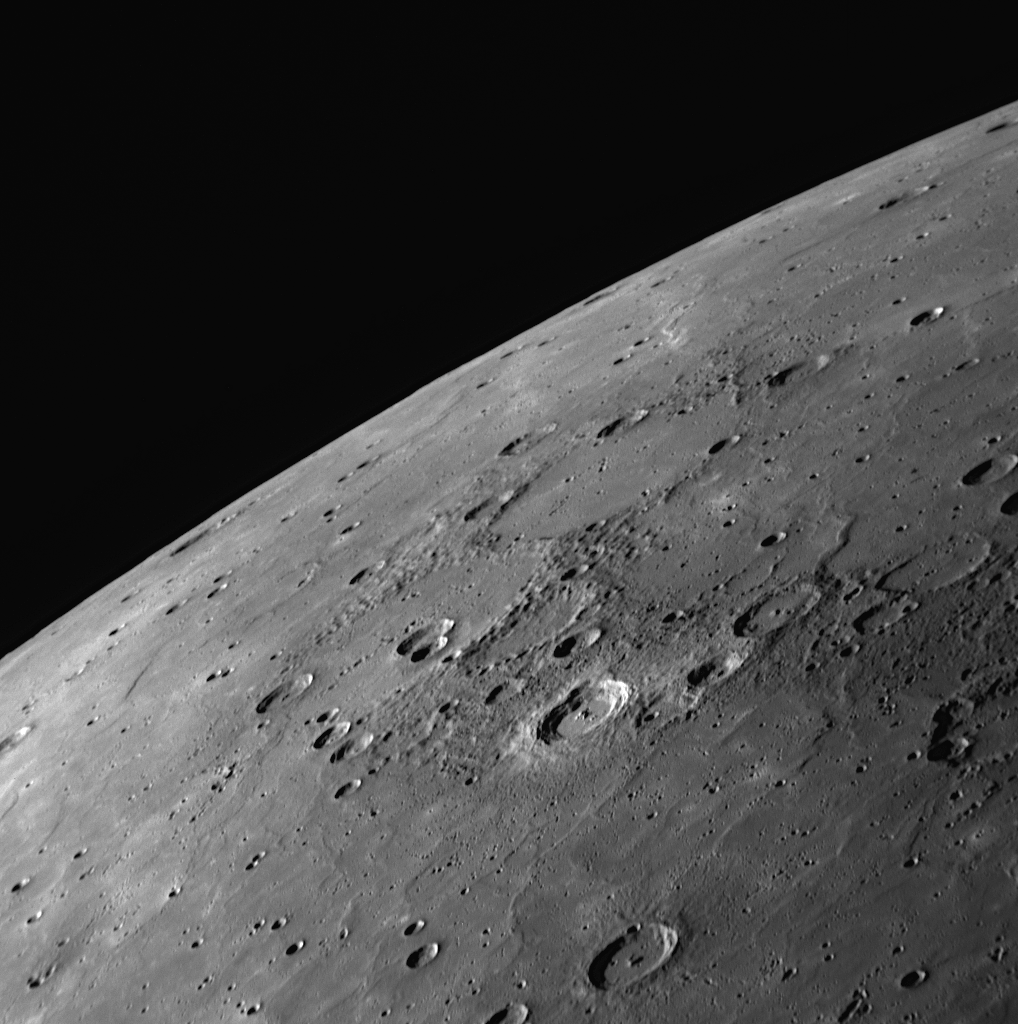
Photographie de Borealis Planitia prise par Mariner 10.

Borealis Planitia est un grand bassin à fond lisse situé sur la planète Mercure, assez similaire aux mers lunaires. Il est centré par 73,067° N, 280,917° O.
Son nom signifie en latin : « Plaine du Nord ».